# Ерзиков, Фёдор Петрович
Фёдор Петрович Ерзиков (1918—1944) — старший лейтенант Рабоче-крестьянской Красной армии, участник Великой Отечественной войны, Герой Советского Союза (1945).

## Биография
Фёдор Ерзиков родился 2 июня 1918 года в селе Архангельское. Получил неполное среднее образование. Проживал в Москве, работал в проволочном цехе завода «Серп и Молот». В мае 1939 года Ерзиков был призван на службу в Рабоче-крестьянскую Красную армию. Участвовал в польском походе РККА и советско-финской войне. С июля 1941 года — на фронтах Великой Отечественной войны. В сентябре 1942 года за отличие в августовских боях за деревню Полунино награждён орденом Красной Звезды. Принимал участие в боях на Северо-Западном, Калининском, Западном, 3-м Белорусском фронтах. К лету 1944 года гвардии старший лейтенант Фёдор Ерзиков командовал батареей 45-миллиметровых орудий 2-го отдельного мотоциклетного полка 39-й армии 3-го Белорусского фронта. Отличился во время освобождения Витебской области Белорусской ССР.
25-26 июня 1944 года к юго-западу от Витебска батарея Ерзикова подверглась мощным контратакам противника, пытавшегося прорваться из Витебского котла. Отражая атаки немецких частей, артиллеристы батареи уничтожили около 200 солдат и офицеров противника, около 10 автомашин и 12 повозок с грузами. Несмотря на численное превосходство противника, Ерзиков поднял своих бойцов в контратаку, лично уничтожив около 40 вражеских солдат и офицеров. В бою он был дважды ранен, но продолжал сражаться. Во время отражения последней контратаки в рукопашной схватке Ерзиков был смертельно ранен. Первоначально был похоронен на месте боя, после войны перезахоронен в братской могиле в деревне Старое Село Витебской области.
Указом Президиума Верховного Совета СССР от 24 марта 1945 года за «образцовое выполнение заданий командования и проявленные мужество и героизм в боях с немецкими захватчиками» гвардии старший лейтенант Фёдор Ерзиков посмертно был удостоен высокого звания Героя Советского Союза. Также был награждён орденами Ленина и Красной Звезды.
В честь Ерзикова названа улица в его родном селе.